# جیمی هیوارد
جیمی هِـیوارد (انگلیسی: Jimmy Hayward؛ زادهٔ ۱۷ سپتامبر ۱۹۷۰) کارگردان و نویسنده اهل کانادا است.
از فیلم‌ها یا مجموعه‌های تلویزیونی که وی در آن‌ها نقش داشته‌است می‌توان به جونا هکس، هورتون صدایی می‌شنود و پرندگان آزاد اشاره نمود. 